# Wout Weghorst
Wout François Maria Weghorst (sinh ngày 7 tháng 8 năm 1992) là một cầu thủ bóng đá người Hà Lan hiện tại chơi ở vị trí tiền đạo cắm cho câu lạc bộ Ajax tại Eredivisie và đội tuyển quốc gia Hà Lan.

## Sự nghiệp quốc tế
Weghorst ra mắt cho Đội tuyển U21 Hà Lan vào ngày 14 tháng 10 năm 2014, ghi bàn vào lưới Bồ Đào Nha trong trận thua 5–4. Đây là lần ra sân duy nhất của anh cho đội U21.
Anh đã được triệu tập đội tuyển quốc gia lần đầu tiên trong lần dẫn dắt Đội tuyển Hà Lan đầu tiên của Ronald Koeman vào tháng 3 năm 2018. Anh ấy đã có trận ra mắt đôi tuyển quốc gia của mình trong trận đấu Trận đấu giao hữu  gặp Anh vào ngày 23 tháng 3 tại Amsterdam Arena.
Weghorst được chọn vào đội tuyển Hà Lan tham dự UEFA Euro 2020, và ghi bàn vào lưới Ukraina trong trận mở màn vòng bảng.
Vào tháng 11 năm 2022, Weghorst được chọn là thành viên của đội tuyển Hà Lan tham dự World Cup 2022 tại Qatar. Trong trận tứ kết với Argentina, anh vào sân thay người muộn và ghi hai bàn thắng, với bàn thắng gỡ hòa được ghi ở phút bù giờ thứ 11 từ một thói quen đá phạt tương tự như một bàn thắng cho Wolfsburg vào lưới Arminia Bielefeld in 2020, để hòa trận đấu với tỷ số 2–2 và đưa trận đấu vào hiệp phụ và cuối cùng là loạt sút luân lưu. Mặc dù Weghorst đã ghi được quả phạt đền nhưng Hà Lan vẫn bị loại vì thua 4–3 trong loạt luân lưu.

## Sự nghiệp câu lạc bộ

### Sự nghiệp trẻ
Sinh ra ở Borne, Overijssel, Weghorst bắt đầu sự nghiệp của mình tại các câu lạc bộ địa phương RKSV NEO và DETO Twenterand, trước khi gia nhập câu lạc bộ Willem II Eredivisie năm 2011. Mặc dù có cơ hội được lên đội một nhưng anh chưa bao giờ đột phá và chỉ được ra sân cho đội dự bị. Anh ký hợp đồng với câu lạc bộ Emmen Eerste Divisie năm 2012. Anh ra mắt lần đầu vào ngày 10 tháng 8 năm 2012, trong trận đấu với Dordrecht kết thúc với tỷ số 1-1. Weghorst sẽ ghi bàn thắng đầu tiên trong sự nghiệp bóng đá chuyên nghiệp một tháng sau đó, trong trận derby với Veendam, một trận đấu kết thúc với chiến thắng 2-1 cho Emmen.

### AZ

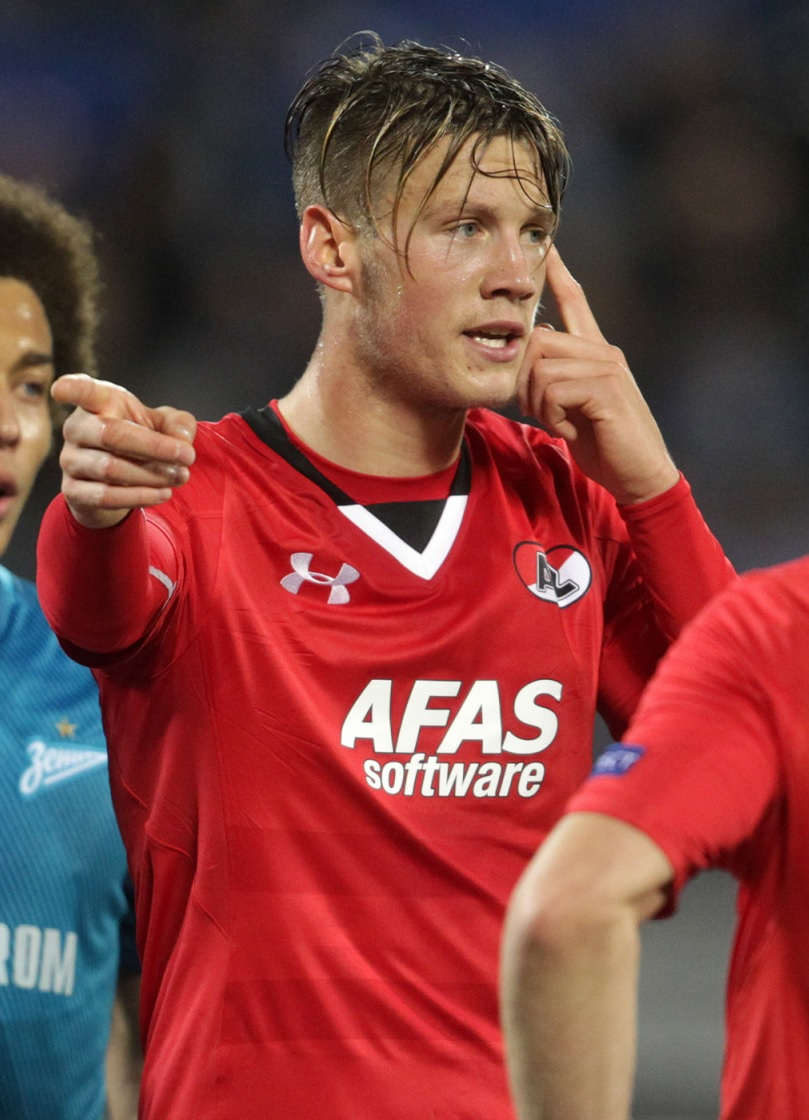
Weghorst thi đấu cho AZ năm 2016

Sau mùa giải thành công tại Heracles, tháng 7 năm 2016, Weghorst ký hợp đồng với AZ có thời hạn 4 năm, với tùy chọn gia hạn thêm một năm. gày 24 tháng 11 năm 2016, anh ghi bàn thắng đầu tiên ở UEFA Europa League, đó là bàn thắng ấn định chiến thắng 1-0 trong trận gặp đội bóng Ireland - Dundalk ở vòng bảng giải đấu.

### VfL Wolfsburg

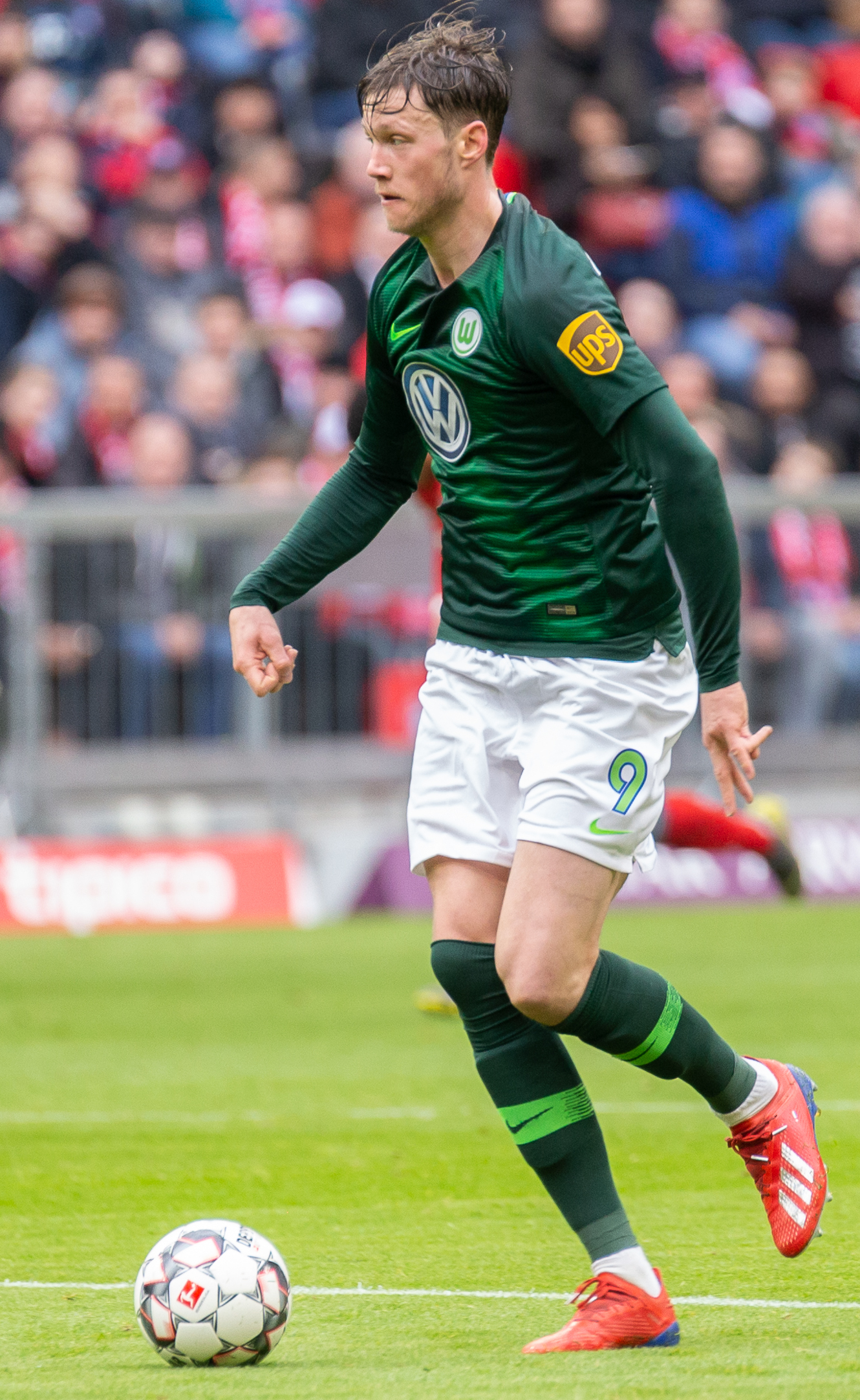
Weghorst chơi cho VfL Wolfsburg năm 2019

Vào ngày 26 tháng 6 năm 2018, Weghorst gia nhập câu lạc bộ Bundesliga Đức VfL Wolfsburg, với mức phí chuyển nhượng được báo cáo là 10,5 triệu euro.
Anh ra mắt cho Wolfsburg trước Schalke 04 trong trận mở màn mùa giải Bundesliga 2018–19 và ghi bàn thắng đầu tiên vào Ngày thi đấu thứ 2 trong chiến thắng 3–1 trước Bayer Leverkusen. Vào ngày 16 tháng 3 năm 2019, anh ghi hat-trick đầu tiên cho Wolfsburg và là cú hat-trick đầu tiên cho bất kỳ cầu thủ nào cho câu lạc bộ kể từ Mario Gómez vào tháng 4 năm 2017, trong chiến thắng 5–2 trước Fortuna Düsseldorf. Anh kết thúc mùa giải với một hat-trick khác trong trận đấu cuối cùng ở Bundesliga – chiến thắng 8–1 trước FC Augsburg – ghi tổng cộng 17 bàn thắng, đứng thứ ba trong bảng xếp hạng ghi bàn ở Bundesliga trong mùa giải.
Trong mùa giải Bundesliga 2019–20, Weghorst đã ghi được một bàn thắng ấn tượng khác, ghi 16 bàn trong giải đấu.
Vào ngày 25 tháng 10 năm 2020, anh ghi một bàn thắng trong chiến thắng 2-1 trước Arminia Bielefeld, từ một thói quen đá phạt mà sau này a đã lặp lại ở FIFA World Cup 2022. Trong mùa giải 2020–21, anh ghi 20 bàn ở Bundesliga và 25 bàn trên mọi đấu trường, giúp die Wölfe cán đích ở vị trí thứ 4 và giành quyền tham dự UEFA Champions League 2021–22.
Weghorst ghi sáu bàn trong 20 ngày thi đấu đầu tiên của mùa giải Bundesliga 2021–22, trước khi câu lạc bộ chấp nhận lời đề nghị mua cầu thủ từ câu lạc bộ Anh Burnley trong tháng Giêng trong thời hạn chuyển nhượng.

### Burnley
Ngày 31 tháng 1 năm 2022, Weghorst ký hợp đồng 3 năm rưỡi với Burnley ở Premier League, với mức phí 12 triệu bảng. Weghorst ra mắt đội bóng vào ngày 5 tháng 2, chơi trọn vẹn 90 phút trong trận hòa 0–0 trước Watford tại Turf Moor. Ngày 19 tháng 2, Weghorst ghi bàn thắng đầu tiên cho Burnley trong chiến thắng 3–0 trước Brighton & Hove Albion, giúp kết thúc chuỗi 11 trận thua cho đội bóng anh. Bàn thắng thứ hai của anh cho Burnley vào ngày 17 tháng 4, trong trận hòa 1-1 trước West Ham United.

#### Cho mượn tại Beşiktaş
Ngày 5 tháng 7 năm 2022, Weghorst ký hợp đồng với Beşiktaş ở Süper Lig dưới dạng cho mượn đến hết mùa giải 2022–23. Anh có trận ra mắt Süper Lig vào ngày 6 tháng 8, trong chiến thắng 1–0 trên sân nhà trước Kayserispor. Weghorst đã có bàn thắng đầu tiên tại Süper Lig vào ngày 21 tháng 8, với bàn vào lưới Fatih Karagümrük trong chiến thắng 4–1 của Beşiktaş. Ngày 7 tháng 1 năm 2023, anh ghi một bàn thắng trong trận cuối cùng ở Beşiktaş, kết thúc với chiến thắng 2–1 trước Kasımpaşa.

#### Cho mượn tại Manchester United và TSG Hoffenheim
Bản hợp đồng cho mượn ở Beşiktaş đã bị chấm dứt vào tháng 1 năm 2023, trước khi Manchester United cho mượn, với khoản phí cho vay 3 triệu bảng được chia cho Burnley và Beşiktaş. Này 13 tháng 1, Weghorst ký hợp đồng với Manchester United dưới dạng cho mượn đến hết mùa giải. Ngày 18 tháng 1, anh ra mắt trong trận hòa 1–1 trước Crystal Palace.
Vào ngày 25 tháng 1, anh ghi bàn thắng đầu tiên cho United trong chiến thắng 3–0 trên sân khách trước Nottingham Forest ở trận bán kết lượt đi EFL Cup. Vào ngày 26 tháng 2, anh chơi trong Chung kết Cúp EFL 2023 và kiến tạo cho Marcus Rashford ghi bàn thắng thứ hai cho United trong chiến thắng 2–0 trước Newcastle United. Đây là lần đầu tiên trong sự nghiệp anh giành được một danh hiệu. Vào ngày 9 tháng 3, anh ghi bàn thắng đầu tiên tại Old Trafford trong chiến thắng 4–1 trước Real Betis ở vòng 16 đội Europa League.
Vào ngày 9 tháng 8 năm 2023, anh gia nhập TSG Hoffenheim theo dạng cho mượn kéo dài một mùa giải.

## Thống kê sự nghiệp

### Câu lạc bộ
Tính đến ngày 18 tháng 5 năm 2024.
| Câu lạc bộ               | Mùa giải            | Giải đấu            | Giải đấu | Giải đấu | Cúp quốc gia | Cúp quốc gia | Cúp liên đoàn | Cúp liên đoàn | Châu Âu | Châu Âu | Khác | Khác | Tổng cộng | Tổng cộng |
| Câu lạc bộ               | Mùa giải            | Hạng                | Trận     | Bàn      | Trận         | Bàn          | Trận          | Bàn           | Trận    | Bàn     | Trận | Bàn  | Trận      | Bàn       |
| ------------------------ | ------------------- | ------------------- | -------- | -------- | ------------ | ------------ | ------------- | ------------- | ------- | ------- | ---- | ---- | --------- | --------- |
| FC Emmen                 | 2012–13             | Eerste Divisie      | 28       | 8        | 2            | 0            | —             | —             | —       | —       | —    | —    | 30        | 8         |
| FC Emmen                 | 2013–14             | Eerste Divisie      | 34       | 12       | 2            | 1            | —             | —             | —       | —       | —    | —    | 36        | 13        |
| FC Emmen                 | Tổng cộng           | Tổng cộng           | 62       | 20       | 4            | 1            | —             | —             | —       | —       | —    | —    | 66        | 21        |
| Heracles Almelo          | 2014–15             | Eredivisie          | 31       | 8        | 3            | 1            | —             | —             | —       | —       | —    | —    | 34        | 9         |
| Heracles Almelo          | 2015–16             | Eredivisie          | 33       | 12       | 2            | 1            | —             | —             | —       | —       | 4    | 2    | 39        | 15        |
| Heracles Almelo          | Tổng cộng           | Tổng cộng           | 64       | 20       | 5            | 2            | —             | —             | —       | —       | 4    | 2    | 73        | 24        |
| AZ                       | 2016–17             | Eredivisie          | 29       | 13       | 4            | 0            | —             | —             | 12      | 1       | 4    | 4    | 49        | 18        |
| AZ                       | 2017–18             | Eredivisie          | 31       | 18       | 6            | 9            | —             | —             | —       | —       | —    | —    | 37        | 27        |
| AZ                       | Tổng cộng           | Tổng cộng           | 60       | 31       | 10           | 9            | —             | —             | 12      | 1       | 4    | 4    | 86        | 45        |
| VfL Wolfsburg            | 2018–19             | Bundesliga          | 34       | 17       | 2            | 1            | —             | —             | —       | —       | —    | —    | 36        | 18        |
| VfL Wolfsburg            | 2019–20             | Bundesliga          | 32       | 16       | 2            | 2            | —             | —             | 9       | 2       | —    | —    | 43        | 20        |
| VfL Wolfsburg            | 2020–21             | Bundesliga          | 34       | 20       | 4            | 3            | —             | —             | 3       | 2       | —    | —    | 41        | 25        |
| VfL Wolfsburg            | 2021–22             | Bundesliga          | 18       | 6        | 1            | 1            | —             | —             | 5       | 0       | —    | —    | 24        | 7         |
| VfL Wolfsburg            | Tổng cộng           | Tổng cộng           | 118      | 59       | 9            | 7            | —             | —             | 17      | 4       | —    | —    | 144       | 70        |
| Burnley                  | 2021–22             | Premier League      | 20       | 2        | —            | —            | —             | —             | —       | —       | —    | —    | 20        | 2         |
| Beşiktaş (mượn)          | 2022–23             | Süper Lig           | 16       | 8        | 2            | 1            | —             | —             | —       | —       | —    | —    | 18        | 9         |
| Manchester United (mượn) | 2022–23             | Premier League      | 17       | 0        | 5            | 0            | 3             | 1             | 6       | 1       | —    | —    | 31        | 2         |
| TSG Hoffenheim (mượn)    | 2023–24             | Bundesliga          | 28       | 7        | 2            | 0            | —             | —             | —       | —       | —    | —    | 30        | 7         |
| Tổng cộng sự nghiệp      | Tổng cộng sự nghiệp | Tổng cộng sự nghiệp | 385      | 147      | 37           | 20           | 3             | 1             | 35      | 6       | 8    | 6    | 468       | 180       |

1. ↑  Bao gồm KNVB Cup, DFB-Pokal, Turkish Cup, FA Cup
2. ↑  Bao gồm EFL Cup
3. 1 2  Số lần ra sân tại Eredivisie play-offs
4. 1 2 3 4  Số lần ra sân tại UEFA Europa League
5. ↑  Số lần ra sân tại UEFA Champions League

### Quốc tế
Tính đến ngày 19 tháng 11 năm 2024.
| Đội tuyển quốc gia | Năm       | Trận | Bàn |
| ------------------ | --------- | ---- | --- |
| Hà Lan             | 2018      | 3    | 0   |
| Hà Lan             | 2019      | 1    | 0   |
| Hà Lan             | 2020      | 0    | 0   |
| Hà Lan             | 2021      | 15   | 5   |
| Hà Lan             | 2023      | 10   | 3   |
| Hà Lan             | 2024      | 14   | 6   |
| Tổng cộng          | Tổng cộng | 43   | 14  |

### Bàn thắng quốc tế
| #  | Ngày                 | Địa điểm                                  | Trận thứ | Đối thủ          | Bàn thắng | Kết quả     | Giải đấu                    |
| -- | -------------------- | ----------------------------------------- | -------- | ---------------- | --------- | ----------- | --------------------------- |
| 1  | 6 tháng 6 năm 2021   | De Grolsch Veste, Enschede, Hà Lan        | 6        | Gruzia           | 2–0       | 3–0         | Giao hữu                    |
| 2  | 13 tháng 6 năm 2021  | Johan Cruyff Arena, Amsterdam, Hà Lan     | 7        | Ukraina          | 2–0       | 3–2         | UEFA Euro 2020              |
| 3  | 8 tháng 6 năm 2022   | Sân vận động Cardiff City, Cardiff, Wales | 13       | Wales            | 2–1       | 2–1         | UEFA Nations League 2022–23 |
| 4  | 9 tháng 12 năm 2022  | Sân vận động Lusail Iconic, Doha, Qatar   | 19       | Argentina        | 1–2       | 2–2 (3–4 p) | FIFA World Cup 2022         |
| 5  | 9 tháng 12 năm 2022  | Sân vận động Lusail Iconic, Doha, Qatar   | 19       | Argentina        | 2–2       | 2–2 (3–4 p) | FIFA World Cup 2022         |
| 6  | 7 tháng 9 năm 2023   | Sân vận động Philips, Eindhoven, Hà Lan   | 24       | Hy Lạp           | 3–0       | 3–0         | Vòng loại UEFA Euro 2024    |
| 7  | 10 tháng 9 năm 2023  | Sân vận động Aviva, Dublin, Ireland       | 25       | Cộng hòa Ireland | 2–1       | 2–1         | Vòng loại UEFA Euro 2024    |
| 8  | 18 tháng 11 năm 2023 | Johan Cruyff Arena, Amsterdam, Hà Lan     | 29       | Cộng hòa Ireland | 1–0       | 1–0         | Vòng loại UEFA Euro 2024    |
| 9  | 22 tháng 3 năm 2024  | Johan Cruyff Arena, Amsterdam, Hà Lan     | 30       | Scotland         | 3–0       | 4–0         | Giao hữu                    |
| 10 | 6 tháng 6 năm 2024   | De Kuip, Rotterdam, Hà Lan                | 32       | Canada           | 3–0       | 4–0         | Giao hữu                    |
| 11 | 10 tháng 6 năm 2024  | De Kuip, Rotterdam, Hà Lan                | 33       | Iceland          | 4–0       | 4–0         | Giao hữu                    |
| 12 | 16 tháng 6 năm 2024  | Volksparkstadion, Hamburg, Đức            | 34       | Ba Lan           | 2–1       | 2–1         | UEFA Euro 2024              |

## Danh hiệu
Manchester United
- EFL Cup: 2022–23[40]
- FA Cup á quân: 2022–23[47]